# Stéphane Delorme
Pour les articles homonymes, voir Delorme.
Stéphane Delorme est un journaliste et critique de cinéma français, né en 1974.

## Parcours
Titulaire d'une maîtrise en études cinématographiques (université Sorbonne Nouvelle Paris-3, 1997), Stéphane Delorme fonde, en 1995, une revue consacrée à l'analyse du cinéma contemporain, Balthazar, qui paraît jusqu'en 2003.
Entre 2003 et 2009, il est membre du comité de sélection de la Quinzaine des réalisateurs, sélection parallèle du festival de Cannes.
Collaborateur des Cahiers du cinéma à partir de 1998, il rentre au comité éditorial en 2001. En juillet 2009, après le rachat des Cahiers par les éditions Phaidon, il accède au poste de rédacteur en chef, assisté par Jean-Philippe Tessé comme rédacteur en chef adjoint,.
À la tête des Cahiers, il réoriente la revue vers une ligne s'opposant à la « tolérance extrême » du reste de la critique vis-à-vis de la plupart des sorties en salle. Depuis 2009, les Cahiers se sont opposés à certains consensus critiques (Amour) pour développer des réflexions sur l'évolution du cinéma contemporain (« Les dix tares du cinéma d'auteur », décembre 2012) et les pistes ouvertes par de nouveaux créateurs (« Jeunes cinéastes français : on n'est pas morts ! », avril 2013). Pour Libération, l’équipe, sous sa direction, défendait « une ligne politique très à gauche ».
En janvier 2019, dans un éditorial orienté autour des dérives sécuritaires, il exprime de nouveau une critique des médias au sujet du traitement médiatique du mouvement des Gilets jaunes en France.

Le 27 février 2020, après le rachat des Cahiers du cinéma par un groupe d'investisseurs constitués notamment de producteurs de cinéma et d'hommes d'affaires des médias (Xavier Niel, Marc Simoncini, Alain Weill…), Stéphane Delorme et la majeure partie de son équipe de rédacteurs, considérant que « la critique gêne le marché » annoncent leur départ en bloc, en faisant jouer la « clause de cession », actant de fait l'impossibilité d'une indépendance éditoriale garantie. Dans le numéro d'avril 2020, ils écrivent : 

« Si la critique a un sens, c’est celui de défendre une cause, défendre des principes et des idées. Il faut donc savoir au nom de quoi on parle et on juge. […] On juge à partir de principes esthétiques, moraux, politiques. Le critique a un point de vue et il aime que le cinéaste ait aussi un point de vue,. »

Depuis 2020, il participe notamment à des formations à l'université Paris 1 Panthéon-Sorbonne. 

## Publications
- Gilles Jacob (rédigé par Stéphane Delorme, Vincent Malausa, Jean-Philippe Tessé), Chacun son cinéma, Paris, CNC, coll. « Lycéens et apprentis au cinéma », 2010[14]
- The Host de Bong Joon-ho, Paris, CNC, coll. « Lycéens et apprentis au cinéma », 2008[15]
- Francis Ford Coppola, Cahiers du cinéma/Le Monde, coll. « Les Grands cinéastes », 2007, 98 p. (ISBN 978-2-86642-482-4)